# Liste der Resolutionen des UN-Sicherheitsrates (1980)
Diese Liste der Resolutionen des UN-Sicherheitsrates nennt die 23 vom Sicherheitsrat der Vereinten Nationen im Jahr 1980 verabschiedeten Resolutionen.
| Nummer | Beschluss vom | Gegenstand                                                            | Mission |
| ------ | ------------- | --------------------------------------------------------------------- | ------- |
| 462    | 9. Januar     | Sowjetische Invasion Afghanistans                                     |         |
| 463    | 2. Februar    | Südrhodesien                                                          |         |
| 464    | 19. Februar   | Neues Mitglied des UN-Sicherheitsrates St. Vincent und die Grenadinen |         |
| 465    | 1. März       | Israelisch besetzte Gebiete                                           |         |
| 466    | 11. April     | Südafrika – Sambia                                                    |         |
| 467    | 24. April     | Israel – Libanon                                                      |         |
| 468    | 8. Mai        | Israelisch besetzte Gebiete                                           |         |
| 469    | 20. Mai       | Israelisch besetzte Gebiete                                           |         |
| 470    | 30. Mai       | Israel – Arabische Republik Syrien                                    |         |
| 471    | 5. Juni       | Israelisch besetzte Gebiete                                           |         |
| 472    | 13. Juni      | Zypern                                                                |         |
| 473    | 13. Juni      | Südafrika                                                             |         |
| 474    | 17. Juni      | Israel – Libanon                                                      |         |
| 475    | 27. Juni      | Angola und Südafrika                                                  |         |
| 476    | 30. Juni      | Israelisch besetzte Gebiete                                           |         |
| 477    | 30. Juli      | Neues Mitglied des UN-Sicherheitsrates Simbabwe                       |         |
| 478    | 20. August    | Israelisch besetzte Gebiete                                           |         |
| 479    | 26. September | Irak – Islamische Republik Iran                                       |         |
| 480    | 12. November  | Internationaler Gerichtshof                                           |         |
| 481    | 26. November  | Israel – Arabische Republik Syrien                                    |         |
| 482    | 11. Dezember  | Zypern                                                                |         |
| 483    | 17. Dezember  | Israel – Libanon                                                      |         |
| 484    | 19. Dezember  | Israelisch besetzte Gebiete                                           |         |